# Sinagoga Coral de Vilna
La sinagoga Coral de Vilna  (en lituano: Vilniaus choralinė sinagoga) es la única sinagoga de Vilna en Lituania que todavía está en uso. Las otras sinagogas fueron destruidas durante la Segunda Guerra Mundial, cuando Lituania fue ocupada por la Alemania nazi.
La sinagoga Coral de Vilna fue construida en 1903.
El edificio fue construida en un estilo románico-mudéjar.
Es la única sinagoga activa que sobrevivió tanto al Holocausto como al régimen soviético en esta ciudad que alguna vez tuvo más de 100 sinagogas.